# Pendle
Pendle – dystrykt w hrabstwie Lancashire w Anglii.

## Miasta
- Barnoldswick
- Brierfield
- Colne
- Earby
- Nelson

## Inne miejscowości
Barley, Barley-with-Wheatley Booth, Barrowford, Blacko, Bracewell and Brogden, Cottontree and Winewall, Fence, Foulridge, Higham, Higherford, Kelbrook, Laneshaw Bridge, Newchurch in Pendle, Reedley Hallows, Roughlee, Salterforth, Sough, Trawden, Trawden Forest, Wheatley Lane, Wycoller.